# 알제리쥐
알제리쥐 또는 서부지중해쥐(Mus spretus)는 쥐과 생쥐속에 속하는 설치류의 일종이다. 생쥐의 근연종으로 야생 종의 하나이며, 지중해 서부 근처의 앞이 트인 서식지에서 발견된다.

## 특징
알제리쥐는 겉모습이 생쥐를 많이 닮았고 짧은 꼬리로 생쥐와 가장 쉽게 구별할 수 있다. 몸 대부분이 갈색 털로 덮여 있으며 배 쪽은 뚜렷한 흰색 또는 담황색을 띤다. 몸길이 범위는 7.9~9.3cm이고, 꼬리 길이는 5.9~7.3cm, 몸무게는 15~19g이다.

## 분포 및 서식지
알제리쥐는 유럽 남부와 서부, 아프리카 서지중해 해안에서 서식한다. 포르투갈 본토 전역과 스페인 북부를 제외한 모든 지역에서 발견된다. 분포 지역은 프랑스 남부 피레네 동쪽까지 확장되며, 툴루즈 주변 남부와 동부, 론 계곡과 발랑스 지역에서 발견된다. 발레아레스 제도 전역에서도 발견된다. 아프리카에서 모로코와 알제리, 튀니지, 리비아 서부의 마그레브 지역과 사하라 사막 북부에서 발견된다. 리비아 동부 해안에서도 일부 개체군이 발견된다.
개방된 지역을 좋아하고 울창한 숲을 피하며 온대 초원과 경작지, 농촌 정원 지역에서 가장 흔하게 발견된다. 일반적으로 초원 지대 또는 앞이 트인 관목 지대에서 발견되며, 관목과 키 큰 풀이 포식자로부터 숨겨주기도 하지만 앞이 트인 땅도 충분히 많다. 사람을 피하는 완전한 야생 종으로 간주되지만, 폐가에서 발견될 수도 있다.

## 습성 및 생태
알제리쥐는 주로 야행성 동물이다. 기회적 잡식성 동물의 일종으로 주로 식물 씨앗과 과일, 곤충을 먹는다. 알제리쥐는 생쥐에게 필요한 식수량의 단지 2/3 정도만이 필요한 것으로 보고되고 있다. 상대적으로 특별하지 않은 작은 포유류로 올빼미와 식육목 포유류, 뱀을 포함한 수많은 포식자에게 포식을 당한다.
어른 수컷의 영역 범위는 약 340m2이며 인근 암컷의 영역 범위와 겹치지만 다른 수컷과는 겹치지 않는다. 적어도 다른 쥐로부터 자신들 영역의 핵심 지역을 방어하기는 하지만, 생쥐보다는 덜 공격적이며 명백한 폭력보다는 오히려 습관적인 행동을 통해 자신들의 우위를 확보하려고 한다. 쥐들은 서식하거나 사용하는 지역에서 규칙적으로 자신의 변을 깨끗이 치우는 것으로 알려져 있고, 입으로 배설물을 줍거나 땅바닥에서 주둥이로 밀어낸다. 이와 같은 위생적인 행동은 근연종인 생쥐와 현저히 다르다.

## 번식
알제리쥐는 연중 9개월 동안 번식을 하지만, 11월과 1월 사이에는 성적인 활동을 하지 않는다. 그 밖의 달에는 언제나 번식을 할 수 있으며 특히 활동적인 시기에 번식기를 두 번 가진다. 4월과 5월에는 해를 넘겨 생존한 어른이 새로운 세개의 쥐를 낳고, 이어서 이들과 이들 새끼의 번식은 8월과 9월에 두 번째 정점을 맞는다. 임신 기간은 19~20일 동안 지속이 되며, 털이 없고 눈을 뜨지 못하는 상태의 2~10마리(평균 약 5마리)의 새끼를 낳는다.
새끼들은 태어난 지 2~4일 이후에 털이 나기 시작하고, 3~5일 사이에 귀가 열리며 12~14일 사이에 눈을 뜬다. 볼 수 있는 시기가 되면 단단한 음식을 먹기 시작하지만 약 3~4주 동안은 젖을 완전히 떼지 않으며 이후 곧 둥지를 떠난다. 몸은 8~9주에 완전한 어른 크기가 되지만 그 때가 되면 이미 성적으로 성숙한 상태이다. 최대 수명은 15개월로 보고되고 있다.